# 602

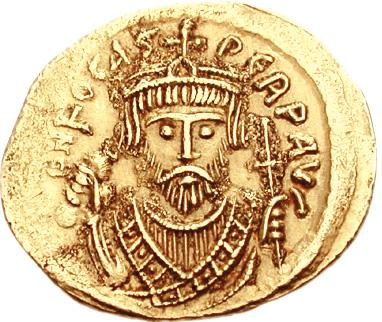
Keizer Phocas (602-610)

Het jaar 602 is het 2e jaar in de 7e eeuw volgens de christelijke jaartelling.

## Gebeurtenissen

### Byzantijnse Rijk
- Keizer Mauricius beveelt het Byzantijnse leger hun winterkwartier op te slaan langs de Donau. Hij verlaagt door gebrek aan geld de soldij, waarna de troepen in opstand komen onder leiding van Phocas.
- 23 november - In Constantinopel breekt een oproer uit door hongersnood. Phocas trekt de hoofdstad binnen en laat zich in de kerk van Sint Johannes de Doper tot keizer kronen van het Byzantijnse Rijk.
- 27 november - Mauricius moet vluchten, maar wordt door troepen van Phocas gevangengenomen. Hij moet onder dwang toezien hoe zijn vijf zonen worden afgeslacht en wordt kort daarna zelf onthoofd.
- Byzantijns-Perzische Oorlog: Koning Khusro II begint een veldtocht tegen het Byzantijnse Rijk, om zijn "vriend en vader" (Mauricius) te wreken. Hij steekt met een Perzisch expeditieleger de Eufraat over.

### Europa
- Koning Theudebert II van Austrasië en zijn jongere broer Theuderik II van Bourgondië strijden tegen de Basken; bewoners gevestigd in de Pyreneeën (Noord-Spanje).

### Azië
- Derde Chinese overheersing van Vietnam: De Vroegere Ly-dynastie houdt op te bestaan en wordt een vazalstaat van de Sui-dynastie (China).

## Geboren
- Adoald, koning van de Longobarden (overleden 625)
- Moe'awija I, stichter van de Omajjaden-dynastie (overleden 680)
- Theodorus van Tarsus, aartsbisschop van Canterbury (overleden 690)
- Xuanzang, Chinees boeddhistisch monnik en reiziger (overleden 664)

## Overleden
- 27 november - Maurikios (63), keizer van het Byzantijnse Rijk